# Luiza Pruska
Luiza Pruska, Luiza z Meklemburgii-Strelitz, właściwie: Luiza Augusta Wilhelmina Amalia z Meklemburgii-Strelitz (Luise Auguste Wilhelmine Amalie von Mecklenburg-Strelitz) (ur. 10 marca 1776 w Hanowerze, zm. 19 lipca 1810 na zamku Hohenzieritz) – księżniczka Meklemburgii-Strelitz, królowa pruska jako żona króla Fryderyka Wilhelma III.

## Życiorys
Była córką Karola II, księcia Meklemburgii-Strelitz i Fryderyki Karoliny heskiej. Młode lata spędziła w Darmstadt. W wieku 16 lat, 24 grudnia 1793 roku, poślubiła w Berlinie Fryderyka Wilhelma, pruskiego następcę tronu, od 1797 roku króla Prus. Z tego związku urodziło się dziewięcioro dzieci, między innymi dwóch kolejnych królów pruskich.
Luiza była wykształcona, miała wpływ na męża. Była inicjatorką tajnego przymierza rosyjsko-pruskiego przeciwko Napoleonowi, zawartego w 1805 w Poczdamie nad trumną Fryderyka Wielkiego.

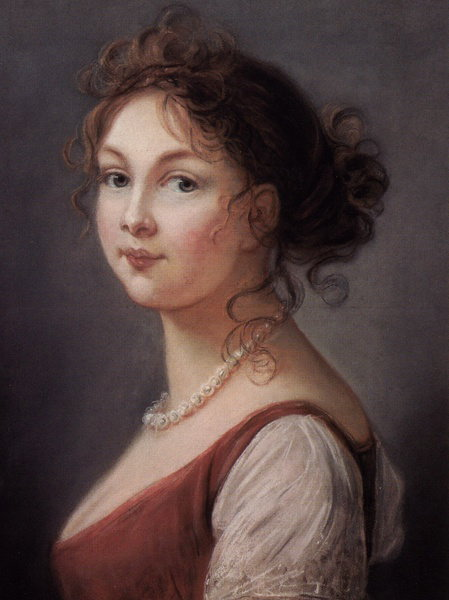
Portret królowej Luizy, autorstwa Élisabeth Vigée-Lebrun

Po dymisji Karla Augusta von Hardenberga stanęła na czele stronnictwa antyfrancuskiego i doprowadziła jesienią 1806 do wojny z Francją. W 1806 uciekła z mężem z Berlina, przez Schwedt nad Odrą, Szczecin, Grudziądz, Ostródę do Szczytna, skąd królewska para udała się 10 grudnia 1806, do Królewca. W styczniu 1807, w Kłajpedzie Luiza spotkała się z Aleksandrem I. W czasie rozmów pokojowych w Tylży (6–7 sierpnia 1807) daremnie ukorzyła się przed cesarzem Napoleonem, błagając go o złagodzenie warunków stawianych przez Napoleona pokonanym Prusom w tylżyckim traktacie pokojowym. Nie udało jej się zachować dla Prus strategicznie ważnej twierdzy w Magdeburgu.
Od stycznia 1807 do stycznia 1808 roku przebywała w Kłajpedzie, a następnie do grudnia 1809 roku w Królewcu, z wyjątkiem wycieczki do Sankt Petersburga na przełomie lat 1808 i 1809. W grudniu 1809 roku wróciła do Berlina, gdzie wspierała tajne przygotowania Schilla i Scharnhorsta do nowej wojny z Francją.
Zmarła 19 lipca 1810 na zamku Hohenzieritz. Została pochowana 23 grudnia tego roku w klasycystycznym mauzoleum projektu Heinricha Gentza i Karla Friedricha Schinkla w parku pałacowym w Charlottenburgu. Wykazane przez nią patriotyzm i odwaga w podejmowaniu decyzji podczas wojen napoleońskich, zjednały jej ogromną popularność i sławę. Królowa Luiza na początku XIX wieku zapoczątkowała modę na żeliwną biżuterię, która w latach dwudziestych XIX wieku opanowała całą Europę.
W Prusach królowa Luiza była wzorem dobroczynności. W 1814 Fryderyk Wilhelm III ustanowił Order Luizy przyznawany kobietom za opiekę nad chorymi i ułomnymi. Była ona jednocześnie symbolem matki. Ten rodzaj kultu osiągnął punkt kulminacyjny w tzw. pruskiej madonnie (niem. Preußische Madonna). Legenda Luizy jako „matki królów” wiązała się bardzo mocno z Hohenzollernami.

## Potomstwo
1. Fryderyk Wilhelm IV (15 października 1795 – 2 lutego 1861) – król pruski od 1840,
2. Wilhelm I (22 marca 1797 – 9 marca 1888) – regent w 1858, król Prus od 1861, cesarz niemiecki od 1871,
3. Charlotta (13 lipca 1798 – 1 listopada 1860) – księżniczka pruska, od 1817 caryca Rosji jako żona Mikołaja I (znana jako Aleksandra Fiodorowna),
4. Fryderyka (13 lipca 1799 – 30 marca 1800) – księżniczka pruska,
5. Fryderyk Karol (29 czerwca 1801 – 21 stycznia 1883) – książę pruski,
6. Aleksandra (23 lutego 1803 – 21 kwietnia 1892) – księżniczka pruska,
7. Ferdynand (13 grudnia 1804 – 1 kwietnia 1806) – książę pruski,
8. Ludwika (1 lutego 1808 – 6 grudnia 1870) – księżniczka pruska,
9. Albrecht (4 października 1809 – 14 października 1872) – książę pruski.

## Rodzeństwo
- siostra – Charlotta Georgina (17 listopada 1769 – 14 maja 1818) – księżniczka meklemburska
- siostra – Fryderyka Karolina (2 marca 1778 – 29 czerwca 1841) – księżniczka meklemburska,
- brat – Jerzy Fryderyk (30 października 1794 – 27 lipca 1863) – książę meklemburski.

## Upamiętnienie
- Kopalnię w Zabrzu nazwano od imienia królowej – Königin Luise, obecnie Skansen górniczy Królowa Luiza.
- Imię Królowej Luizy otrzymywały niektóre kościoły ewangelickie w Prusach, m.in. w Królewcu. Imię Luizy nosiły także nieistniejący już kościół w Porembie, dzielnicy Zabrza oraz park miejski w Drawsku Pomorskim i dzisiejszy Miejski Park Solidarności w Ełku.
- Pierwszym statkiem zatopionym w trakcie działań wojennych I wojny światowej był stawiacz min SMS Königin Luise.
- Imię Królowej Luizy nosiła na początku XIX wieku wytyczona w Kaliszu przez Prusaków aleja nosząca dzisiaj nazwę Aleja Wolności[1].